# Никольский, Виктор Ксенофонтович
Виктор Ксенофонтович Никольский (1835—1906) — русский генерал-лейтенант.

## Биография
Родился 25 июня (7 июля) 1835 года в семье священника Ксенофонта Яковлевича Никольского (1810—1886). В 1852 году окончил Михайловское артиллерийское училище, затем — Михайловскую артиллерийскую академию. С 30 августа 1870 года — капитан, 8 апреля 1873 года — полковник.
С января 1875 года по февраль 1879 года состоял в распоряжении командующего войсками Туркестанского военного округа; с 4 декабря 1879 года перешёл на гражданскую службу. В 1881 году вернулся на военную службу. Был начальником Вятского губернского жандармского управления (30.04.1885—26.05.1890), Омского жандармского управления (26.05.1890—03.06.1892), Костромского губернского жандармского управления (03.06.1892—1900).
Генерал-майор с 30 августа 1890 года, генерал-лейтенант с 4 апреля 1900 года.
В Костромском благородном общественном собрании он был почётным старшиной-распорядителем. Также он был действительным членом Костромского общества охотников конского бега, директором губернского попечительного о тюрьмах комитета, казначеем Феодоровской общины сестер милосердия.

Вот, к примеру, отзыв одного костромича:

«В девяностых годах жандармским управлением командовал генерал Виктор Ксенофонтович Никольский. Был он стар, глух дела вёл адъютант. Он же проводил время больше в клубе и гостях, играя в винт или преферанс. Благо в те времена было в Костроме „тихо“ и не было „беспорядков“. В виде общественной нагрузки он был казначеем нескольких общественных организаций, что-то вроде человеколюбивого общества, ведомства императрицы Марии и тому подобного. Периодически делались ревизии, но каждый раз проверка только какого-нибудь одного общества. Много лет всё было в ажуре. Но однажды сделали ревизию одновременно. <…> Никольский сказал, что не ожидал одновременной проверки и потому поедет домой за деньгами другой организации. Члены ревизионной комиссии ждали возвращения генерала, ждали и, не дождавшись, разошлись. Кто-то предложил, чтобы не выносить сор из избы, собрать деньги и выставить акт о благополучном состоянии денежных средств. Так и было сделано, благо сумма была что-то около 300 рублей. Но после этого случая Никольский подал в отставку, благо что пенсию по старости он уже выслужил».
— Митрофанов А. Быт русской провинции. — 2018.
Умер В. К. Никольский 8 (21) июля 1906 года; похоронен на Смоленском православном кладбище.

## Награды
- орден Св. Станислава 3-й ст. (1864)
- орден Св. Анны 3-й ст. (1866)
- орден Св. Станислава 2-й ст. (1868; императорская корона — 1870)
- орден Св. Анны 2-й ст. (1872)
- орден Св. Владимира 4-й ст. (1874)
- орден Св. Владимира 3-й ст. с мечами (1876)
- орден Св. Станислава 1-й ст. (1894)